# Bureja-Talsperre
Die Bureja-Talsperre (bzw. Wasserkraftwerk Bureja; russisch Бурейская ГЭС/ Bureiskaja GES; englisch Bureya Dam bzw. „Bureyskaya Hydropower Plant“ (BHPP)) ist eine große Talsperre mit einem Wasserkraftwerk an der Bureja in Russlands Fernem Osten. Die Talsperre, die sich in den Regionen Oblast Amur und Chabarowsk befindet, ist seit 2009 fertiggestellt und erzeugt Strom.
Der Bau begann in den 1970er Jahren, kam aber langsam voran. In den 1990er Jahren wurde das Projekt wegen Geldmangels gestoppt. Seit 1999 wurde weitergebaut. Im Jahr 2003 wurden die ersten beiden Turbinen (je 200 MW) in Betrieb genommen, später auch die dritte und vierte (je 300 MW). Drei davon waren temporäre Maschinen, die später wieder ersetzt wurden. Zwischenzeitlich wurden 1000 Megawatt erzeugt, und im Endausbau sind es sechs Turbinen von je 335 MW, die 2010 MW erzeugen.
Seit das Projekt im Jahr 2009 fertiggestellt wurde, kann der Ferne Osten besser und stabiler mit Elektrizität versorgt werden, es werden fossile Brennstoffe in Höhe von 5,2 Millionen Tonnen Kohle jährlich eingespart und Strom kann exportiert werden. 2005 hat die Betreibergesellschaft „Unified Energy System of Russia“ (RAO UESR) bzw. „EES Rossii“ angeboten, 800 MW nach Nord- und Südkorea zu exportieren.
Das Absperrbauwerk ist eine ca. 140 m hohe Gewichtsstaumauer. Ihre Länge beträgt nach zwei verschiedenen Quellen 765 oder 810 Meter.
Die Bureja ist ein nördlicher Zufluss des Amur. Die Talsperre schützt die Bureja und den Mittellauf des Amur vor Hochwasser.
Der Stausee ist 234 km lang, 5 km breit und bis zu 124 m tief. Er hat eine Fläche von 740 km² und einen Speicherinhalt von 20,94 km³. Der nutzbare Speicherraum davon ist 10,7 km³. Bevor der Stausee bis zur geplanten Höhe eingestaut werden konnte, musste allerdings noch die Bahnlinie Iswestkowaja-Tschegdomyn verlegt werden.